# Wassenach
Wassenach est une municipalité allemande située dans le land de Rhénanie-Palatinat et l'arrondissement d'Ahrweiler.

## Jumelages

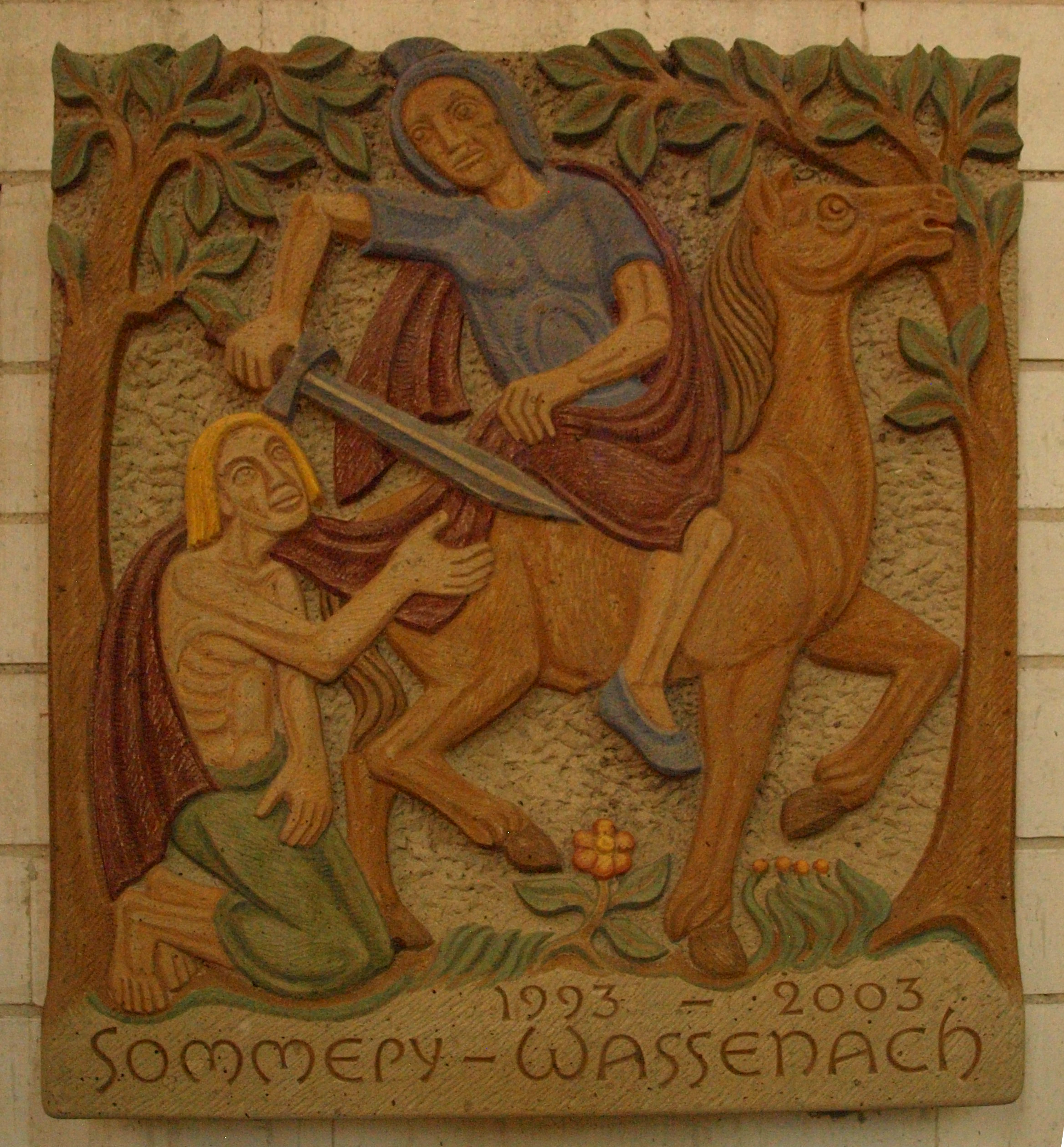
Bas-relief commémorant le jumelage avec Wassenach, dans l'église de Sommepy-Tahure

Wassenach est jumelée avec le village de Sommepy-Tahure.

## Source
- (de) Cet article est partiellement ou en totalité issu de l’article de Wikipédia en allemand intitulé « Wassenach » (voir la liste des auteurs).